# Kaymak

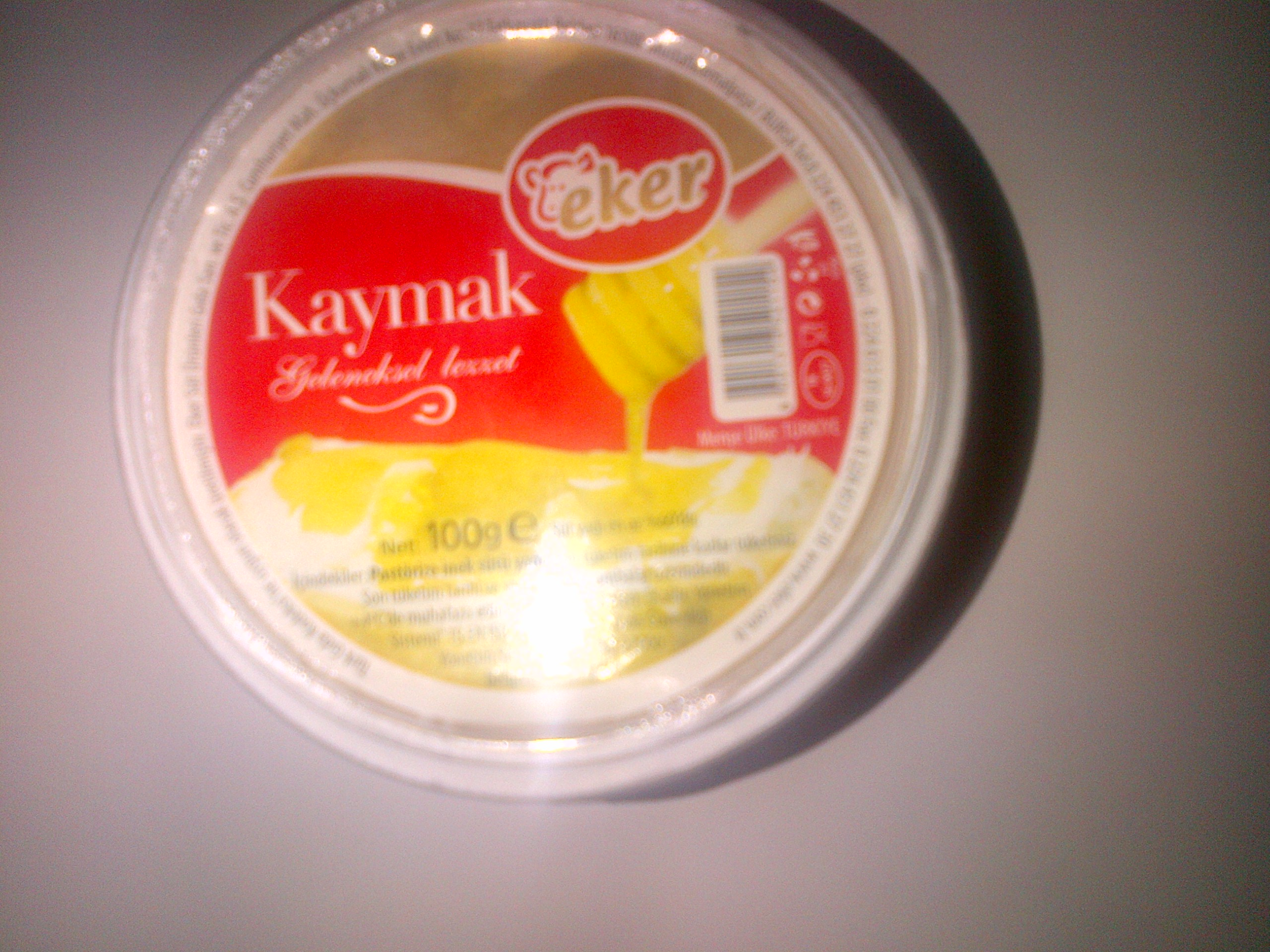
"Kaymak" produït a Turquia. Com es mostra en la imatge, kaymak és de consum comú, juntament amb la mel, en els esmorzars.

Kaymak (turc, o Kajmak (del turc) en alguns països dels Balcans) és un producte lacti, similar a la nata muntada, elaborat a Turquia, Balcans, els països de l'Orient Mitjà, Afganistan i Índia (especialment Caixmir). S'elabora amb la llet de búfala o de vaca.
Es diu "skorup" la variant d'aquest lacti a Sèrbia. A Turquia, la ciutat d'Afyonkarahisar és famosa amb la seva producció de kaymak.

## Característiques
El mètode tradicional d'elaborar el kaymak és coure (escalfar) llet dues hores a foc lent mentre es va removent-la. Després d'haver estat retirada del foc es queda la nata i es deixa refredar i finalment fermenta durant diverses hores o dies. El percentatge de greix lacti ronda generalment el 60%. Posseeix una consistència lleugerament densa i cremosa (no del tot compacta a causa de la baixa concentració de proteïnes i fibres de la llet) i lleugerament àcida de gust (depenent de quant hagi madurat).

## Consum
A Turquia, un plat tradicional de l'esmorzar consisteix en servir jutament mel i kaymak (bal kaymak o bal-kaymak; bal significa mel en turc).
El kaymak també es consumeix com acompanyant de certes postres. Les postres que se solen servir amb kaymak són:

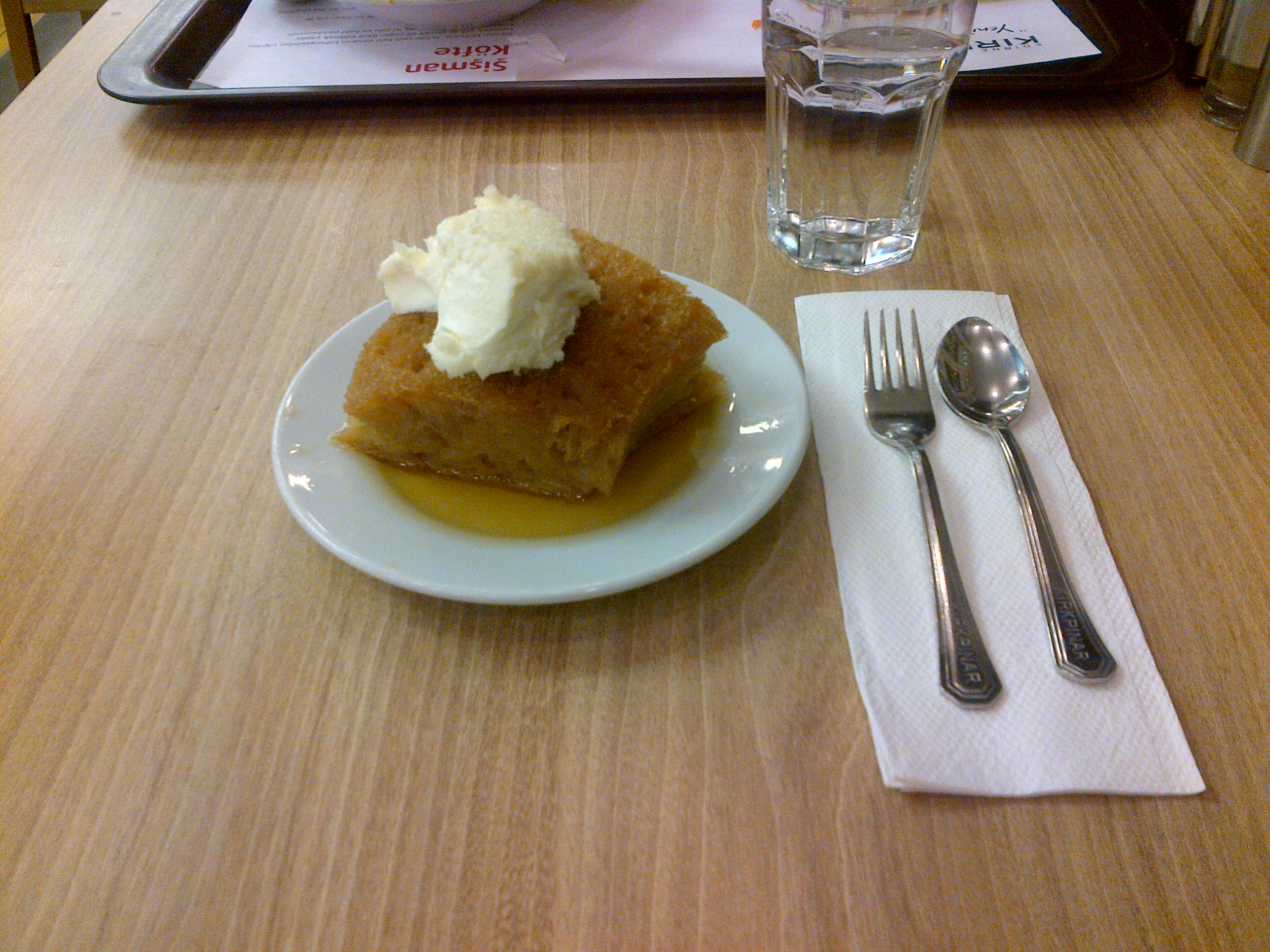
"Ekmek kadayıfı", unes postres de la cuina turca, amb kaymak.

- Ayva tatlısı
- Baklava
- Ekmek kadayıfı
- Kabak tatlısı
- Künefe